# Собь
Собь — река, берущая своё начало на восточных склонах южной части Полярного Урала. Впадает в Обь слева в 322 км от устья около посёлка Катравож. Длина 185 км, площадь водосбора 5890 км². Питание реки преимущественно снеговое. Половодье в июне — июле. Средний многолетний годовой расход воды (расчётный) около 50 м³/с, объём годового стока 1,5 км³. Основные притоки: слева — Ханмей и Большая Пайпудына, справа — Орехъёган и Хараматолоу.
В Приуральском районе в районе посёлка Харп на реке Собь построен Собский рыбозавод, занимающийся восстановлением популяции ценных видов рыб в Нижне-Обском бассейне (муксуна, пеляди, чира, нельмы, осетра).

## Притоки
- 4 км: протока Сормас
  - 9 км: Сормасъёган
- 12 км: Лонкаръёган
- 20 км: Евлычъёган
- 30 км: Харсоим
- 48 км: река без названия
- 49 км: Лесмисоим
- 59 км: Луппайёган
- 74 км: Хараматолоу
- 83 км: Орехъёган
- 93 км: Ханмей
- 116 км: Гердъизшор
- 119 км: Енгаю
- 127 км: Сенька-Шор
- 149 км: Кемьрезьрузь
- 157 км: Нырдвоменшор[6]
- 157 км: Большая Пайпудына
- 160 км: река без названия

## Туризм
Река популярна среди туристов, истоки расположены в горной местности. По долине реки проходит основная часть железнодорожной ветки, которая представляет собой действующий участок Трансполярной магистрали (в настоящее время — Северной железной дороги). Действующий участок Трансполярной магистрали целиком — это железнодорожная ветка «Чум — Лабытнанги» (иначе обозначаемая «Сейда — Лабытнанги», поскольку на станции Чум товарные операции не производятся). Та часть действующего участка, при строительстве которой были использованы преимущества рельефа реки Собь, — это перегон «Елецкая — Харп». Благодаря хорошей транспортной доступности пользуется популярностью у туристов-сплавщиков, которые прокладывают по реке маршруты 1—4 категорий сложности.